# Vincenzo Di Mauro

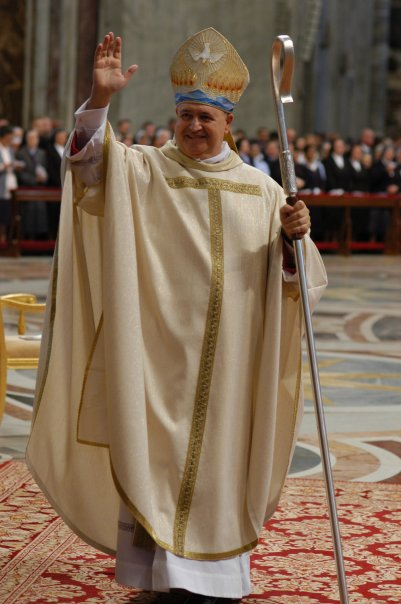
Bischof Vincenzo Di Mauro

Vincenzo Di Mauro (* 1. Dezember 1951 in Monza) ist ein italienischer Priester und Alterzbischof ad personam von Vigevano.

## Leben

Erzbischofswappen

Di Mauro trat im Oktober 1961 ins Priesterseminar des Erzbistums Mailand ein. Der Erzbischof von Mailand, Giovanni Kardinal Colombo, weihte ihn am 12. Juni 1976 zum Priester. Nachdem er zunächst als Gemeindepfarrer tätig war, berief ihn Carlo Maria Kardinal Martini 1987 zum Mitarbeiter an der Cattedra die non credenti. Im Januar 2004 ernannte ihn Papst Johannes Paul II. zum Delegaten der Ordentlichen Sektion innerhalb der Güterverwaltung des Apostolischen Stuhls.
Papst Benedikt XVI. ernannte ihn am 3. September 2007 zum Sekretär der Präfektur für die ökonomischen Angelegenheiten des Heiligen Stuhls und Titularbischof von Arpi. Die Bischofsweihe spendete ihm der Papst persönlich am 29. September desselben Jahres; Mitkonsekratoren waren Tarcisio Pietro Evasio Kardinal Bertone SDB, Kardinalstaatssekretär und Kardinalkämmerer, und Marian Kardinal Jaworski, Erzbischof von Lemberg.
Als Wahlspruch wählte Di Mauro Super omnia caritas. Am 22. November 2010 wurde er zum Koadjutorerzbischof ad personam von Vigevano. Nach dem Rücktritt Claudio Bagginis folgte er ihm am 12. März 2011 als Bischof von Vigevano nach. Von seinem Amt trat er am 21. Juli 2012 aus gesundheitlichen Gründen zurück.